# Acacia stipulata
Acacia stipulata é uma espécie de leguminosa do gênero Acacia, pertencente à família Fabaceae.